# Sacramento Mountain Lions temporada 2010
La temporada 2010 de Sacramento Mountain Lions fue la primera temporada que participó ya que la temporada anterior participó como California Redwoods en la United Football League. Terminó en la 3.ª posición con una marca de 4-4 mejorando su participación de la temporada anterior (2-4).

## Antecedentes
La baja asistencia en sus partidos de local hizo que la liga trasladara el equipo a Sacramento cambiando el nombre del equipo a Sacramento Mountain Lions para jugar sus partidos de local en el Hornet Stadium.

## Draft
El Draft se llevó a cabo el 2 de junio de 2010. Consistió en 12 rondas de selección para cada equipo. 5 de los jugadores seleccionados firmaron con el equipo.
|  | = Jugador que firmó con el equipo |

| Ronda | Elección | Jugador          | Posición | College          |
| ----- | -------- | ---------------- | -------- | ---------------- |
| 1     | 3        | Justin Goltz     | QB       | Occidental       |
| 2     | 8        | Tavita Thompson  | OT       | Oregon State     |
| 3     | 13       | Tim Clark        | CB       | Oregon State     |
| 4     | 18       | Udeme Udofia     | DT       | Stanford         |
| 5     | 23       | Ryan McFoy       | S        | Arizona State    |
| 6     | 28       | Antonio Chatman  | WR       | Cincinnati       |
| 7     | 32       | Carl Spitale     | OT       | Florida Atlantic |
| 8     | 36       | Dennis Keyes     | S        | UCLA             |
| 9     | 45       | Bobby Guillory   | WR       | Central Missouri |
| 10    | 49       | Curtis Young     | DE       | Cincinnati       |
| 11    | 53       | Willie Glasper   | CB       | Oregon           |
| 12    | 57       | Terrence Blevins | RB       | Eastern Michigan |

Cambio de jugadores entre equipos de la liga
| Salió           | Salió  | Llegó          | Llegó  |
| --------------- | ------ | -------------- | ------ |
| Nombre          | Equipo | Nombre         | Equipo |
| Paul Carrington | LVL    | Erik Robertson | NYS    |
|                 |        | Martin Bibla   | LVL    |
|                 |        | Taye Biddle    | FLT    |
|                 |        | Willie Glasper | NYS    |

## Calendario
| Semana | Fecha                    | Hora Local | Rival                   | Resultado | Resultado | Estadio            | Asistencia | TV       |
| Semana | Fecha                    | Hora Local | Rival                   | Marcador  | Marca     | Estadio            | Asistencia | TV       |
| ------ | ------------------------ | ---------- | ----------------------- | --------- | --------- | ------------------ | ---------- | -------- |
| 1      | Sábado, 18 de septiembre | 14:30 h    | @ Hartford Colonials    | P 10-27   | 0-1       | Rentschler Field   | 14,384     | NESN     |
| 2      | Sábado, 25 de septiembre | 20:00 h    | Florida Tuskers         | G 24-20   | 1-1       | Hornet Stadium     | 20,000     | Versus   |
| 3      | Sábado, 2 de octubre     | 19:30 h    | @ Omaha Nighthawks      | P 17-20   | 1-2       | Rosenblatt Stadium | 23,416     | HDNet    |
| 4      | Descanso                 | Descanso   | Descanso                | Descanso  | Descanso  | Descanso           | Descanso   | Descanso |
| 5      | Viernes, 15 de octubre   | 20:00      | Las Vegas Locomotives   | P 3-26    | 1-3       | Hornet Stadium     | 19,000     | HDNet    |
| 6      | Jueves, 21 de octubre    | 19:00 h    | @ Florida Tuskers       | G 21-17   | 2-3       | Citrus Bowl        | 10,066     | HDNet    |
| 7      | Sábado, 30 de octubre    | 20:00 h    | Hartford Colonials      | P 26-27   | 2-4       | Hornet Stadium     | 13,500     | Versus   |
| 8      | Sábado, 6 de noviembre   | 20:00 h    | @ Las Vegas Locomotives | G 27-24   | 3-4       | Sam Boyd Stadium   | 13,622     | Versus   |
| 9      | Sábado, 13 de noviembre  | 20:00 h    | Omaha Nighthawks        | G 41-3    | 4-4       | Hornet Stadium     | 20,000     | Versus   |
| 10     | Descansa                 | Descansa   | Descansa                | Descansa  | Descansa  | Descansa           | Descansa   | Descansa |

## Clasificación
| y - Las Vegas Locomotives | 5 | 3 | 0 | 0.625 | 174 | 142 |
| y - Florida Tuskers       | 5 | 3 | 0 | 0.625 | 213 | 136 |
| Sacramento Mountain Lions | 4 | 4 | 0 | 0.500 | 169 | 162 |
| Hartford Colonials        | 3 | 5 | 0 | 0.375 | 169 | 194 |
| Omaha Nighthawks          | 3 | 5 | 0 | 0.375 | 111 | 202 |

y - Avanzo al Championship Game